# Changement d'adresse
Pour plus de détails, voir Fiche technique et Distribution.
Changement d'adresse est un film français réalisé par Emmanuel Mouret, sorti en 2006.

## Synopsis
Un jeune corniste, professeur de musique, en attendant de séduire son élève dont il est épris, devient colocataire d'une belle fille, elle aussi amoureuse d'un client de son entreprise de photocopies. L'entente des deux colocataires dans leur vie quotidienne est parfaite et ceux-ci finissent par avoir, chacun de leur côté, des déceptions amoureuses .

## Fiche technique
- Titre : Changement d'adresse
- Titre international : Change of Address
- Réalisation : Emmanuel Mouret
- Scénario : Emmanuel Mouret
- Production : Tom Dercourt, Frédéric Jouve, Philippe Martin, Frédéric Niedermayer et David Thion
- Musique : Franck Sforza et Mozart (concertos pour cor)
- Photographie : Laurent Desmet
- Montage : Martial Salomon
- Décors : David Faivre
- Pays d'origine :  France
- Format : couleur - 1,85:1 - Dolby Digital - 35 mm
- Genre : Comédie
- Durée : 85 minutes
- Distributeur : K-Films Amérique (Québec)
- Dates de sortie : 21 mai 2006 (festival de Cannes), 21 juin 2006 (France), 6 septembre 2006 (Belgique), 18 août 2006 (Québec)

## Distribution
- Emmanuel Mouret : David
- Frédérique Bel : Anne
- Fanny Valette : Julia
- Dany Brillant : Julien
- Ariane Ascaride : la mère de Julia
- Claire Breniaux : la flûtiste
- Clément Delmas : le xylophoniste
- Magali Leroy : la harpiste
- Jérôme Flaum : l'élève de cor
- Frédéric Niedermayer : le voleur
- Hans Joachim Kruse : le peintre

## Autour du film
- Le tournage s'est déroulé à Trouville et à Paris, notamment au Jardin du Luxembourg ainsi que dans le 14e arrondissement de Paris (Place Ferdinand-Brunot).

## Bande originale
- Le Beau Danube bleu, composé par Johann Strauss II
- Concertos pour cor n°1 et n°3, composés par Wolfgang Amadeus Mozart

## Distinctions
- Nomination au Grand Prix de Tokyo, lors du Festival international du film de Tokyo en 2006.
- Nomination à l'Étoile d'Or de la révélation féminine pour Frédérique Bel en 2007.